# Bérbaltavár

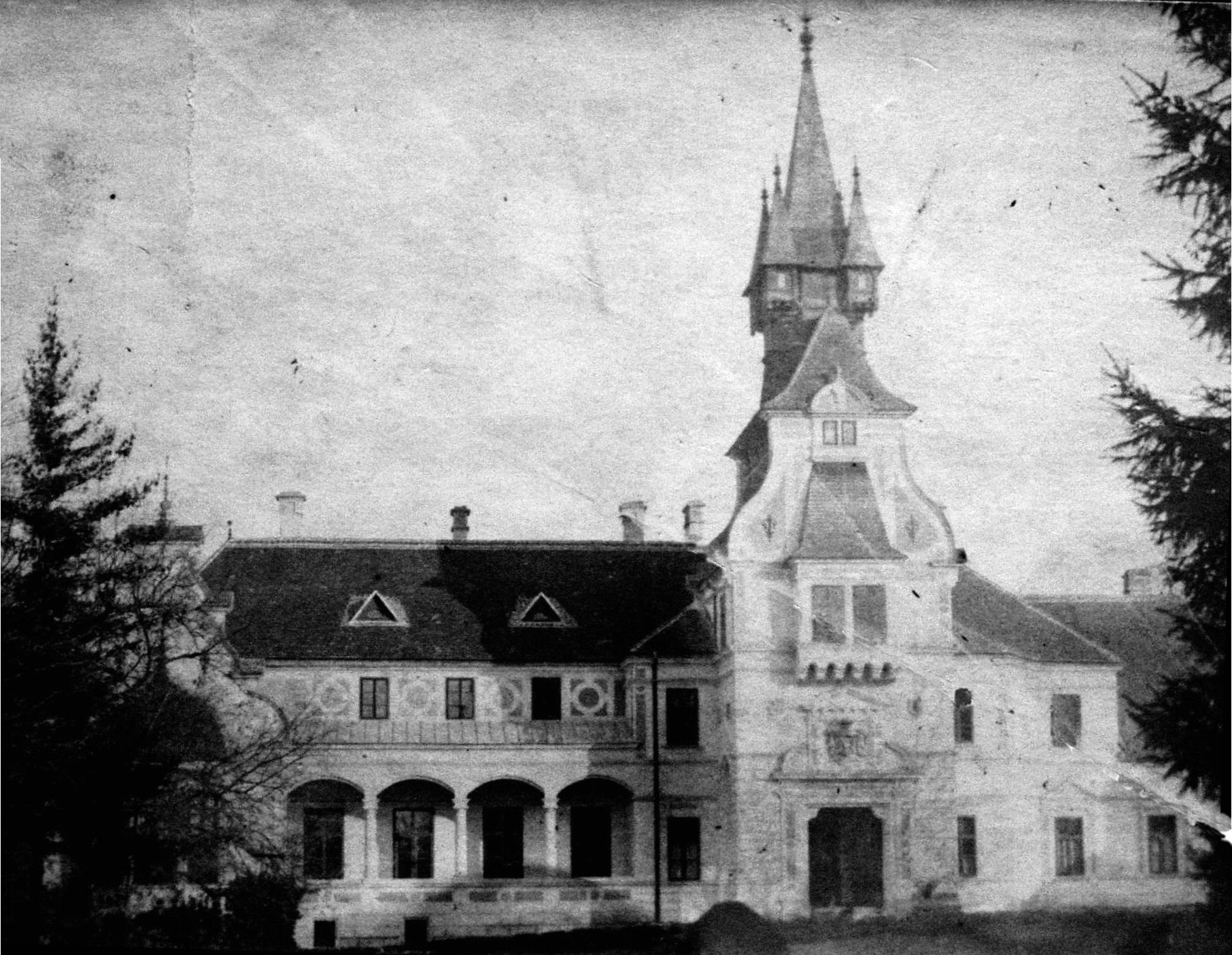
Bývalý hrad v Bérbaltaváru

Bérbaltavár je maďarská vesnice v okrese Vasvár v župě Vas. Vznikla v roce 1935 spojením obcí Baltavár a Hegyhátkisbér.

## Osobnosti
- Ádám Balogh (1665-1711), kurucký plukovník
- József Festetics (1691-1757), generálmajor maďarské kavalerie
- Gáspár Nagy (1949-2007), spisovatel a básník